# 湘乡市
湘乡市是位于中国湖南省中部偏东的一座县级市，隶属于地级湘潭市。湘江的支流涟水和沪昆铁路横贯市境。市人民政府駐东山街道人民路1号。区域总面积为1,967.7平方公里。

## 历史
湘乡的名字来源于西汉时所封的湘乡侯。到东汉时，便以爵名为县名，属零陵郡。三国吴改属衡阳郡。南朝宋省连道县入湘乡县，隋朝省湘乡县入衡山县，属长沙郡。唐朝武德四年（621年）复置湘乡县，属潭州。元朝升为湘乡州，至明朝初复置县，屬長沙府。1952年析西南境置双峰县，析西境入蓝田县（因与陕西省蓝田县同名，后更名涟源县，再更名涟源市）。1983年后属湘潭市，1986年9月撤县设县级市。

## 人口
根据(湖南省)湘潭市第七次全国人口普查公报显示：湘乡市常住人口为730103人，男性人口占比50.73%，女性人口占比49.27%，年龄结构中0-14岁占比18.16%，15-59岁占比57.81%，60岁以上占比24.03%，65岁以上占比19.08%。

## 行政区划
下辖：
望春门街道、新湘路街道、昆仑桥街道、东山街道、山枣镇、栗山镇、中沙镇、虞塘镇、潭市镇、棋梓镇、壶天镇、翻江镇、金石镇、白田镇、月山镇、泉塘镇、梅桥镇、毛田镇、龙洞镇、东郊乡、金薮乡和育塅乡。

## 政治

### 现任领导
| 机构     | 湘乡市人民政府 市长 | · 中国共产党 · 湘乡市委员会 · 书记 | 湘乡市人民代表大会 常务委员会 主任 | · 中国人民政治协商会议 · 湘乡市委员会 · 主席 |
| -------- | ------------------- | ---------------------------------- | ---------------------------------- | -------------------------------------------- |
| 姓名     | 郭勇                | 赵新文                             | 李文亮                             | 谢永根                                       |
| 民族     | 汉族                | 汉族                               | 汉族                               | 汉族                                         |
| 出生地   | 湖南省沅江市        | 湖南省湘潭市                       | 湖南省湘潭市湘潭县                 | 湖南省湘潭市湘乡市                           |
| 出生日期 | 1974年6月（51歲）   | 1968年12月（56歲）                 | 1968年12月（56歲）                 | 1968年11月（56歲）                           |
| 就任日期 | 2021年10月          | 2021年5月                          | 2021年10月                         | 2021年10月                                   |

## 交通
- 铁路：沪昆铁路湘乡站
- 公路： 240国道、 320国道过境。

## 经济
- 农业以粮食生产和生猪饲养为主。特产湘乡烘糕。境内出产的石灰石质量上佳，储量有近50亿吨。建有韶峰水泥公司，是中国最重要的水泥企业之一。
- 工业有冶金、建材、化工、电子、电力、机械等。主要产品有水泥、铁合金、氟化铝、化肥等。

### 物产
- 林产有松、杉、油茶、木瓜。
- 主要农作物有水稻、棉花、大豆、油菜、花生、苎麻、黄花菜等。
- 养猪、养鱼普遍。
- 主要矿产有石膏、锰砂、磷矿、钾长石、高岭土等。

### 著名人物
湘乡是三国蜀相蒋琬、晚清重臣曾国藩和近现代名人萧三、蕭子升、黄公略、陈赓、宋希濂、蔡和森、谭政等的家乡。贺国强、成思危等也是湘乡人。

## 古蹟
- 东山书院
- 岱子坪遗址
- 云门寺

## 出土文物
2015年初，在三眼井中发掘出记载有战国晚期楚国的政府地区政府档案简牍。

## 外部連結
- 湘乡市人民政府